# Đại thủy chiến
Đại thủy chiến (tiếng Hàn: 명량; Hanja: 鳴梁; Romaja: Myeongryang) là một bộ phim điện ảnh sử thi, chiến tranh của Hàn Quốc ra mắt năm 2014 do Kim Han-min đạo diễn.
Bộ phim đạt 10 triệu lượt vé chỉ trong 12 ngày sau khi ra mắt và lập kỉ lục tại Hàn Quốc cho số lượng người xem lớn như vậy trong thời gian ngắn nhất. Bộ phim cũng vượt qua kỉ lục 13 triệu người xem của Avatar để trở thành bộ phim có số người xem nhiều nhất và doanh thu lớn nhất mọi thời đại ở Hàn Quốc với 17,6 triệu vé, tổng doanh thu toàn cầu của phim đạt 138,3 triệu USD.

## Nội dung chính
Phim tái hiện trận hải chiến Myeongnyang trong chiến tranh Nhâm Thìn vào ngày 26 tháng 10 năm 1597 của hải quân nhà Triều Tiên do đô đốc Yi Sun-sin chỉ huy. Ông phải chống lại hạm đội khoảng 330 chiến thuyền của hải quân Nhật Bản do tướng Kurushima Michifusa chỉ huy khi cả hạm đội chỉ còn lại 12 tàu sau thất bại của đô đốc Won Gyun trong trận Chilchelollyang trước đó.

## Diễn viên và phân vai
- Choi Min-sik vai Yi Sun-sin
- Ryu Seung-ryong vai Michifusa Kurushima
- Cho Jin-woong vai Yasuharu Wakisaka
- Kim Myung-gon vai Takatora Tōdō
- Jin Goo vai Im Jun-yeong
- Lee Jung-hyun vai Lady Jeong
- Kwon Yul vai Yi Hwoe
- No Min-woo vai Ha-ru
- Kim Tae-hoon vai Kim Jung-geol
- Ryohei Otani vai Junsa
- Park Bo-gum vai Su-bong
- Go Kyung-pyo vai Oh Duk-yi
- Lee Seung-joon vai Ahn-wi
- Kim Gu-taek
- Kim Won-hae
- Lee Hae-yeong
- Jang Jun-nyeong
- Kim Gil-dong

## Giải thưởng
| Năm  | Giải                                           | Thể loại                                    | Người nhận                      | Kết quả   |
| ---- | ---------------------------------------------- | ------------------------------------------- | ------------------------------- | --------- |
| 2014 | 23rd Buil Film Awards                          | Bộ phim hay nhất                            | Đại thủy chiến                  | Đoạt giải |
| 2014 | 23rd Buil Film Awards                          | Đạo diễn tuyệt nhất                         | Kim Han-min                     | Đề cử     |
| 2014 | 23rd Buil Film Awards                          | Diễn viên tuyệt nhất                        | Choi Min-sik                    | Đề cử     |
| 2014 | 23rd Buil Film Awards                          | Best Supporting Actress                     | Lee Jung-hyun                   | Đề cử     |
| 2014 | 23rd Buil Film Awards                          | Best Cinematography                         | Kim Tae-seong                   | Đoạt giải |
| 2014 | 23rd Buil Film Awards                          | Best Art Direction                          | Jang Choon-seob                 | Đoạt giải |
| 2014 | 23rd Buil Film Awards                          | Best Music                                  | Kim Tae-seong                   | Đề cử     |
| 2014 | Asia Star Awards                               | Actor of the Year                           | Choi Min-sik                    | Đoạt giải |
| 2014 | 34th Korean Association of Film Critics Awards | Best Actor                                  | Choi Min-sik                    | Đoạt giải |
| 2014 | 34th Korean Association of Film Critics Awards | Best Art Direction                          | Jang Choon-seob                 | Đoạt giải |
| 2014 | 34th Korean Association of Film Critics Awards | Critics' Top 10                             | Đại thủy chiến                  | Đoạt giải |
| 2014 | 51st Grand Bell Awards                         | Best Film                                   | Đại thủy chiến                  | Đoạt giải |
| 2014 | 51st Grand Bell Awards                         | Best Director                               | Kim Han-min                     | Đề cử     |
| 2014 | 51st Grand Bell Awards                         | Best Actor                                  | Choi Min-sik                    | Đoạt giải |
| 2014 | 51st Grand Bell Awards                         | Best Cinematography                         | Kim Tae-seong                   | Đề cử     |
| 2014 | 51st Grand Bell Awards                         | Best Lighting                               | Kim Gyeong-seok                 | Đề cử     |
| 2014 | 51st Grand Bell Awards                         | Best Art Direction                          | Jang Choon-seob                 | Đề cử     |
| 2014 | 51st Grand Bell Awards                         | Best Costume Design                         | Kwon Yu-jin                     | Đề cử     |
| 2014 | 51st Grand Bell Awards                         | Best Music                                  | Kim Tae-seong                   | Đề cử     |
| 2014 | 51st Grand Bell Awards                         | Technical Award                             | Kang Tae-gyun (CG)              | Đoạt giải |
| 2014 | 51st Grand Bell Awards                         | Technical Award                             | Yun Dae-won (hiệu ứng đặc biệt) | Đoạt giải |
| 2014 | 51st Grand Bell Awards                         | Best Planning                               | Kim Han-min                     | Đoạt giải |
| 2014 | 35th Blue Dragon Film Awards                   | Best Film                                   | Đại thủy chiến                  | Đề cử     |
| 2014 | 35th Blue Dragon Film Awards                   | Best Director                               | Kim Han-min                     | Đoạt giải |
| 2014 | 35th Blue Dragon Film Awards                   | Best Actor                                  | Choi Min-sik                    | Đề cử     |
| 2014 | 35th Blue Dragon Film Awards                   | Best Cinematography                         | Kim Tae-seong                   | Đề cử     |
| 2014 | 35th Blue Dragon Film Awards                   | Best Lighting                               | Kim Gyeong-seok                 | Đề cử     |
| 2014 | 35th Blue Dragon Film Awards                   | Best Art Direction                          | Jang Choon-seob                 | Đề cử     |
| 2014 | 35th Blue Dragon Film Awards                   | Best Music                                  | Kim Tae-seong                   | Đề cử     |
| 2014 | 35th Blue Dragon Film Awards                   | Technical Award                             | Yun Dae-won (hiệu ứng đặc biệt) | Đề cử     |
| 2014 | 35th Blue Dragon Film Awards                   | Audience Choice Award for Most Popular Film | Đại thủy chiến                  | Đoạt giải |
| 2015 | 6th KOFRA Film Awards                          | Best Actor                                  | Choi Min-sik                    | Đoạt giải |
| 2015 | 10th Max Movie Awards                          | Best Film                                   | Đại thủy chiến                  | Đoạt giải |
| 2015 | 10th Max Movie Awards                          | Best Director                               | Kim Han-min                     | Đề cử     |
| 2015 | 10th Max Movie Awards                          | Best Actor                                  | Choi Min-sik                    | Đoạt giải |
| 2015 | 10th Max Movie Awards                          | Best Supporting Actor                       | Ryu Seung-ryong                 | Đề cử     |
| 2015 | 10th Max Movie Awards                          | Best Trailer                                | Đại thủy chiến                  | Đề cử     |
| 2015 | 10th Max Movie Awards                          | Best Poster                                 | Đại thủy chiến                  | Đề cử     |
| 2015 | 20th Chunsa Film Art Awards                    | Best Director (Grand Prix)                  | Kim Han-min                     | Đề cử     |
| 2015 | 20th Chunsa Film Art Awards                    | Best Actor                                  | Choi Min-sik                    | Đề cử     |
| 2015 | 20th Chunsa Film Art Awards                    | Technical Award                             | Choi Tae-young (âm thanh)       | Đoạt giải |
| 2015 | 9th Asian Film Awards                          | Best Actor                                  | Choi Min-sik                    | Đề cử     |
| 2015 | Giải thưởng nghệ thuật Paeksang lần thứ 51     | Grand Prize (Daesang) for Film              | Choi Min-sik                    | Đoạt giải |
| 2015 | Giải thưởng nghệ thuật Paeksang lần thứ 51     | Best Film                                   | Đại thủy chiến                  | Đề cử     |
| 2015 | Giải thưởng nghệ thuật Paeksang lần thứ 51     | Best Actor                                  | Choi Min-sik                    | Đề cử     |
| 2015 | Giải thưởng nghệ thuật Paeksang lần thứ 51     | Best Supporting Actress                     | Lee Jung-hyun                   | Đề cử     |